# Parque natural municipal (Brasil)
Un parque natural municipal (en portugués: parque natural municipal) en Brasil es un tipo de área protegida regulado por uno de los municipios. Su objetivo es preservar bellos o importantes ecosistemas naturales. Se permite el acceso del público sujeto a las regulaciones definidas por la agencia responsable.

## Definición
Los parques municipales están sujetos a las mismas regulaciones que los parques nacionales, definidos por la ley 9.985 de julio del 2000. El objetivo básico del parque es la preservación de ecosistemas naturales de gran relevancia ecológica y belleza escénica. Esto permite la realización de investigaciones científicas y el desarrollo de actividades educativas y de interpretación ambiental, la recreación en contacto con la naturaleza y el turismo ecológico. El parque es de propiedad pública, y las áreas privadas que sean incluidas en sus límites serán expropiadas cuando se lo determine. Las visitas públicas están sujetas a las reglas y restricciones establecidas en el Plan de Gestión de la Unidad, las reglas establecidas por el organismo responsable de su administración y las estipuladas en el reglamento. La investigación científica requiere de la autorización previa de la agencia responsable de administrar la unidad y está sujeta a las condiciones y restricciones establecidas por ella.
Los parques municipales se clasifican como categoría II del área protegida de UICN (parque nacional).

## Ejemplos
| Nombre                                               | Estado         | Superficie (ha) | Creado | Bioma          |
| ---------------------------------------------------- | -------------- | --------------- | ------ | -------------- |
| Parque natural municipal de Araponga                 | Río de Janeiro | 1376            | 2006   | Mata atlántica |
| Parque natural Cachoeira da Fumaça e Jacuba          | Río de Janeiro | 363             | 1988   | Mata atlántica |
| Parque natural municipal Lagoa do Frio               | Sergipe        | 279             | 2001   | Caatinga       |
| Parque natural municipal Lagoa do Parado             | Paraná         |                 |        | Mata atlántica |
| Parque natural municipal de Marapendi                | Río de Janeiro | 155             | 1978   | Parque marino  |
| Parque natural municipal de Montanhas de Teresópolis | Río de Janeiro | 4397            | 2009   | Mata atlántica |
| Parque natural municipal de Petrópolis               | Río de Janeiro | 17              | 2002   | Mata atlántica |
| Parque natural municipal Restinga                    | Paraná         | 407             | 2001   | Mata atlántica |
| Parque natural municipal de Río Perequê              | Paraná         | 16              | 2001   | Mata atlántica |
| Parque natural Río Pombo                             | Río de Janeiro | 6,7             | 1988   | Mata atlántica |
| Parque natural municipal Serra do Barbosão           | Río de Janeiro | 878             | 2007   | Mata atlántica |
| Parque natural municipal de Taquara                  | Río de Janeiro | 19              | 1992   | Mata atlántica |